# Glypta costata
Glypta costata är en stekelart som beskrevs av Dasch 1988. Glypta costata ingår i släktet Glypta och familjen brokparasitsteklar. Inga underarter finns listade i Catalogue of Life.